# Thomas Vinterberg
Thomas Vinterberg (født 19. maj 1969) er en dansk filminstruktør og manuskriptforfatter. Efter endt uddannelse fra Den Danske Filmskole i 1993 har han instrueret en række succesrige film, såsom De største helte (1996), Festen (1998), Submarino (2007), Jagten (2012) og Druk (2020). Han har modtaget flere danske og internationale priser, i 2021 således en Oscar og BAFTA-pris for bedste udenlandske film for Druk, ligesom han som den første dansker nogensinde modtog en Oscar-nominering i kategorien "Bedste instruktør".
I 1995 stiftede Vinterberg sammen med Lars von Trier, Kristian Levring og Søren Kragh-Jacobsen det kunstneriske koncept dogme95, som er et manifest og regelsæt, hvis mål er at forenkle filmproduktion og derved lade historien og skuespillet træde klarere frem og skabe en klarere kommunikation med modtageren.
I 2010 debuterede Vinterberg som teaterinstruktør med en opsætning af sit eget stykke Das Begräbnis i Burgtheater i Wien.

## Opvækst
Vinterberg blev født den 19. maj 1969 på Frederiksberg, København, som søn af Søren Vinterberg, redaktør, og Ingerlise Vinterberg, pædagog (født West). Han har en storesøster, Dorte Vinterberg, og to halvsøskende, Vilfred Vinterberg og Ida Felicia Noack, fra sin fars andet ægteskab. Som syvårig flyttede han og hans familie ind i kollektivet Nordkrog i Hellerup, hvor han boede indtil han blev 19 år: "...Jeg husker det som en meget gylden og varm tid. Og levende og gal. Et ekstremt kraftcentrum. Uden nogen som helst behov for noget udenfor. Og jeg husker særligt det her bord i vores kæmpestore fælleskøkken som værende et elektrisk samlingspunkt – der var altid mennesker og levende og spændende..." udtalte han i maj 2015. Vinterbergs forældre blev skilt, da han var omkring tolv år, og da de med tiden flyttede fra kollektivet og tilbød, at han og hans søster kunne flytte med en af dem, besluttede Vinterberg og hans søster sig alligevel for at blive boende i kollektivet.
Vinterberg spillede som ung også guitar i et band, men måtte ved sin optagelse på den Danske Filmskole fravælge musikken på grund af manglende tid.

## Karriere

### Tidligste karriere
Vinterbergs interesse for film opstod i en tidlig alder, og han instruerede sin første film, Sneblind, som sekstenårig i samarbejde med Aslak Lytthans. De havde opsøgt Filmværkstedet i København, hvor Dino Raymond Hansen støttede deres idé om at lave en kortfilm, og de formåede også at få tildelt økonomisk støtte fra flere fonde samt DR. Store dele af filmen blev filmet i Palladium under Rådhusarkaden i København, og i filmen medvirkede blandt andre Dick Kaysø og Carl Quist Møller. Projektet endte med at tage fire år at fuldføre grundet forskellige vanskeligheder, såsom haltende og manglende økonomi og tekniske uheld. Filmen havde sin premiere på Grand Teatret i København i 1990, men modtog overvejende negative anmeldelser og blev afvist til blive sendt på DR.

### 1989-2002: Filmskole, Dogme95,Festen
Som tyveårig søgte Vinterberg i 1989 ind på Den Danske Filmskole og blev, som en af de yngste elever nogensinde, optaget. Vinterberg har siden udtalt, at han var så glad over sin optagelse, at han endte med at løbe rundt i sin lejlighed med bukserne nede: "Jeg kan huske, den dag jeg fik brevet med besked på, om jeg var optaget eller ej. Der blev jeg så bange, at jeg tænkte: nu må jeg tisse. Men så måtte jeg alligevel se svaret og fik så fumlet det, så jeg tissede ud over brevet og mine fingre, og så endte jeg med bare at løbe rundt i lejligheden sådan … med pikken ude af bukserne og skreg af glæde." At blive optaget på en uddannelse i så ung en alder lagde også et vist pres på Vinterberg: "...På filmskolen opdagede jeg, at jeg var blevet voksen lidt hurtigt. Fordi jeg startede så tidligt på det og også var blevet gift. Jeg var kun lige fyldt 20 og havde et ansvar, som man nok mindst burde være i 30'erne eller 40'erne for at have..." På Filmskolen lavede Vinterberg som del af uddannelsen en midtvejsfilm, hvor han som en af de første i verden brugte håndholdt kamera i en fiktionsfilm.
Vinterberg dimitterede fra filmskolen i 1993 med sin afgangsfilm Sidste omgang, som handler om en ung mand, spillet af Thomas Bo Larsen, der får konstateret kræft og kun har få måneder tilbage at leve i. Filmen blev modtaget med stor ros og anerkendelse og er siden hen blevet kaldt én af de bedste afgangsfilm fra den Danske Filmskole gennem tiden. Filmen vandt desuden to priser, "Jury Award" og "Young Talent Award", ved den internationale festival for filmskoler i München i 1993.
Vinterberg instruerede samme år tv-filmen Slaget på tasken, som blandt andet havde Ann Eleonora Jørgensen, Nikolaj Coster Waldau, Ulrich Thomsen og Jesper Klein på rollelisten.
I 1995 instruerede han novellefilmen Drengen der gik baglæns, som modtog stor ros og indbragte Vinterberg hans første Robert-pris i kategorien bedste kortfilm. I marts 1995 udfærdigede og grundlagde Vinterberg sammen med Lars von Trier det kunstneriske koncept Dogme95; et manifest og regelsæt, hvis mål var at skulle forenkle filmproduktion og derved skabe en klarere kommunikation med modtageren. Konceptet satte en bølge i gang i den danske og udenlandske filmverden, og der blev i det efterfølgende årti produceret en lang række danske og udenlandske film, som fulgte dogme-regelsættet. Søren Kragh-Jacobsen og Kristian Levring tilsluttede sig konceptet kort efter tilblivelsen og sammen med Vinterberg og Trier blev de fire mænd omtalt som "Dogme-brødrene". Dogme-reglerne foreskriver blandt andet, at filmproduktionerne skal foregå på location (i modsætning til et opsat studie med opsat lys, kameraer osv.), ingen tilføjelse af rekvisitter, som ikke allerede findes på location, kameraet skal være båret på kroppen eller i hånden, samt at ekstra lyd eller musik ikke må tilføjes i postproduktion, medmindre disse var en del af de faktiske optagelser. Vinterbergs debut som dogme-filminstruktør skete i 1998 med filmen Festen, som endte med at overgå Vinterbergs ellers succesfulde filminstruktørdebut De største helte fra 1996, som fik stor anerkendelse og modtog tre priser ved Robert-uddelingen i 1997.
Festen (1998) blev Vinterbergs gennembrud som instruktør, da filmen gik verden over og fik stor succes. Filmen, der finder sted under en 60 års fødselsdag, hvor den gode stemning pludselig vender, da en dyster hemmelighed kommer frem, modtog stor anerkendelse og blandet andet nomineringer til Golden Globe- og BAFTA-priserne i kategorien "Bedste udenlandske film". Desuden vandt den Juryens Specialpris ved Cannes Film Festival, og blev nomineret til Den Gyldne Palme. Filmen, som har Ulrich Thomsen, Henning Moritzen, Thomas Bo Larsen og Paprika Steen på rollelisten, vandt syv Robert-priser, to Bodil-priser (begge inklusiv prisen for bedste danske film), samt en European Film Award. Vinterberg skrev manuskriptet til filmen i samarbejde med Mogens Rukov, og filmen er takket være sin succes blev omsat til et teaterstykke, som er blevet spillet i Danmark og i udlandet og senest er nået til Broadway i New York. Festen blev i 2006, sammen Lars von Triers Idioterne (1998), optaget i Kulturkanonen på listen over film, som anses som en stor og vigtig del af Danmarks kulturarv. Andre film på denne liste inkluderer blandt andet Ditte Menneskebarn (1946), Kundskabens Træ (1981), Pelle Erobreren (1987) og tv-serien Matador (1978-1982).
I 1999 blev Vinterberg kontaktet af det engelsk rockband Blur, efter at medlemmer af bandet havde set Festen, som de var meget imponeret over og de ønskede derfor at Vinterberg skulle instruere musikvideoen til deres kommende single "No Distance Left to Run" fra deres album 13. Selvom instruering af musikvideoer ikke normalt er noget succesfulde filminstruktører gør i, ifølge produktionsselskabet Nimbus Film, var Vinterberg begejstret for Blurs musik, og han tog imod opgaven. Musikvideoen blev efterfølgende optaget over fire nætter i medlemmernes respektive hjem. Musikvideoen er med i Best of Blur fra 2000, som er en samling af bandets bedste musikvideoer. Vinterberg gentog successen, da han i 2002 instruerede musikvideoen til Blurs "Don't Bomb When You're the Bomb".
På nytårsaften mellem 1999 og 2000 indgik Vinterberg i et filmeksperiment sammen med sine dogme-brødre, Lars von Trier, Søren Kragh-Jacobsen og Kristian Levring, hvor hver instruktør skulle optage en 70 min. lang film med hver sin hovedperson og hver sit filmhold på samme tid. De i alt fem kameraer skulle optage uafbrudt fra kl. 23:30 den 31. december 1999 frem til 00:40 den 1. januar 2000, mens de fire instruktører fra et kontroltårn kunne styre deres filmhold igennem menneskemængden i Københavns gader, hvor de havde frihed til at improvisere eller ændre på historien, som natten skred frem. Om aftenen nytårsdag 2000 kunne de danske husstande se resultatet af de fire instruktørers optagelser på henholdsvis DR1, TV 2, TV3 og TV Danmark1. På DR2 og på TV Danmark1’s kanal kunne man følge slagets gang fra instruktørernes kontrolrum (via det femte kamera), og på TV3 kunne man se alle fire skuespillere i ét samlet billedsignal. I 2001 klippede Valdís Óskarsdóttir en 66 minutters version sammen af de fire instruktørers historier, og resultatet kom ligesom projektet til at hedde filmen D-Dag.

### 2003-2010: Mellemårene, Metallica,Submarino
I årene efter Festen (1998) modtog Vinterberg adskillige tilbud fra filmproducenter fra London og Hollywood om at instruere film, men der skulle alligevel gå fem år før Vinterbergs næste spillefilm It's all about love blev færddigjort i 2003. Filmen, der er Vinterbergs første engelsk-sprogede film, havde store stjerner som Joaquin Phoenix, Claire Danes og Sean Penn på rollelisten, og foregår i et apokalyptisk 2021, som er ødelagt af klimaforandringer. Til trods for at denne store internationale satsning formåede at komme med i hovedkonkurrencen ved Sundance Filmfestival i 2003, modtog filmen overvejende negative anmeldelser og blev ikke en kommerciel succes. Til trods for den hårde modtagelse, har Vinterberg siden udtalt at filmen er en af hans favorit projekter at lave; 
| Citat | Jeg kan ikke huske én eneste konkret episode fra de år, hvor jeg skrev den film. Livet passerede bare forbi med lynhastighed, og min medforfatter, Mogens Rukov, og jeg var ved at blive vanvittige af det, fordi vi blev bare ved og ved med at skrive om ... Jeg brændte mig alvorligt på den oplevelse. Jeg plejer at sige, at den [film] er mit problembarn. Det er jo ofte sådan med problembørn, at det er dem, der opfører sig dårligst socialt. Men det er dem, man holder mest af. | Citat |
|       | |       |

Vinterbergs efterfølgende projekt blev også en international satsning med den engelsk-sprogede film Dear Wendy i 2005. Filmens manuskript er skrevet af Lars von Trier og handler om en gruppe unge pacifister i West Virginia som indgår i et fællesskab omkring pistoler. Filmen havde præmiere på Sundance Filmfestival i 2005, men modtog overvejende negative anmeldelser og blev af den danske presse betragtet som et flop. Til trods for den negative modtagelse modtog Vinterberg prisen "Silver St. George" for bedste instruktør ved den internationale filmfestival i Moskva i 2005.
I 2007 vendte Vinterberg tilbage til dansk film og instruerede filmen En mand kommer hjem, som har bl.a. Thomas Bo Larsen, Morten Grunwald, Ronja Mannov Olesen og Karen-Lise Mynster på rollelisten. Filmen modtog blandede anmeldelser og blev ikke en kommerciel succes.
I 2008 instruerede Vinterberg sin tredje musikvideo, som denne gang var for det amerikanske heavymetal-band Metallicas single "The Day That Never Comes" fra albummet Death Magnetic. Optagelserne fandt sted i begyndelsen af august 2008 i et ørkenområde lidt udenfor Los Angeles.
Efter flere år med mindre vellykkede projekter instruerede Vinterberg i 2010 det socialrealistiske drama, Submarino, som er en filmatisering af romanen af samme navn, skrevet af Jonas T. Bengtsson. Filmen, der følger to brødre, som vokser op og lever i et hårdt narkomiljø i København, modtog stor positiv kritik og ros fra anmelderne, og især skuespillerne, Jakob Cedergren, Peter Plaugborg, Gustav Fischer Kjærulff og Patricia Schumanns troværdige og rå præstationer blev fremhævet. Filmen modtog en lang række danske og internationale nomineringer, såsom femten til Robert-uddelingen og fem til Bodil-uddelingen, samt en nominering for bedste mandlige hovedrolle til Cedergren ved European Film Awards, dog uden at vinde. Derudover blev Vinterberg blev første gang nomineret til Guldbjørnen ved Filmfestivalen i Berlin for sin instruktion. Vinterberg modtog sammen med Tobias Lindholm, manuskriptforfatter på filmen, og Morten Kaufmann, producer fra Nimbus Film, også Nordisk Råds Filmpris i 2010 for filmen. Filmen blev desuden indstillet til at være Danmarks bud på bedste internationale film til Oscar-uddelingen i 2010, men tabte til Susanne Biers Hævnen, der endte med at gå hen og vinde Oscaren for bedste internationale film.

### 2012-2018:Jagten, Kollektivet
I 2012 instruerede Vinterberg dramaet Jagten, som han igen skrev i samarbejde med Tobias Lindholm, der handler om en mand, som uretmæssigt bliver beskyldt for at have begået et seksuelt overgreb på et barn, hvorefter hele lokalsamfundet vender sig mod ham. Vinterberg fik inspiration til filmen efter at være blevet kontaktet af en børnepsykolog som efter Festens succes i 1999, gav ham en mappe med dokumenter, der omhandlede pædofili-sager, men i stedet for at handle om ofrene for overgrebene, havde fokus på børn og deres fantasier. Vinterberg havde lagt dokumenterne fra sig, og fandt dem først frem igen ti år senere, hvor han fik idéen om at fortælle historien fra en uskyldig dømts synsvinkel. Filmen, som har Mads Mikkelsen i hovedrollen som pædagogmedhjælperen Lucas, der beskyldes for overgrebet, blev en succes og modtog stor international anerkendelse, og blev vist i biografer i mere end 30 lande, bl.a. Frankrig, Storbritannien, Tyskland, Italien og USA. Filmen havde premiere ved filmfestivalen i Cannes i maj 2012, hvor den var den første dansk-sprogede film i hovedkonkurrencen om Den Gyldne Palme siden 1998, hvor Vinterberg egen film Festen (1998) deltog. Filmen endte med at modtage den økumeniske pris, mens Mikkelsen vandt prisen for bedste mandlige hovedrolle. Filmen modtog endvidere i 2014 en nominering i kategorien "Bedste udenlandske film" ved både Golden Globe-, BAFTA- og Oscar-uddelingen, hvilket dermed blev Vinterbergs første Oscar-nominering. Jagten blev den helt store vinder ved de danske Bodil- og Robert-uddelinger, hvor den bl.a. vandt priserne for bedste danske film, bedste mandlige hovedrolle, bedste kvindelige birolle, ligesom at filmen blev den bedst indtjenende film i Danmark i 2013.
Efter successen med Jagten kastede Vinterberg sig over en noget andet genre med det periodiske romantiske drama, Far from the Madding Crowd, som blev hans tredje internationale spillefilm. Filmen, der er den fjerde filmatisering af romanen af samme navn (dansk titel: Fjernt fra verdens vrimmel) fra 1874 skrevet af Thomas Hardy, foregår i det britiske 1870'erne og havde Carey Mulligan, Matthias Schoenaerts og Michael Sheen på rollelisten. Filmen blev optaget på forskellige lokationer i og omkring London i løbet af efteråret 2013 og havde premiere i maj 2015. Filmen modtog positive anmeldelser, og blev en kommerciel succes.
I 2016 udkom Vinterbergs film, Kollektivet, som er inspireret fra hans egen opvækst og barndom i kollektiv. Filmen, der omhandler et ægtepar i 1970'erne, der beslutter sig for at etablere et kollektiv, er en filmatisering af Vinterbergs eget teaterstykke af samme navn, som opnåede stor succes på Burgtheater i Wien, men desværre ikke blev taget lige så godt mod i Danmark. Filmen, der har Trine Dyrholm og Ulrich Thomsen i hovedrollerne, blev modtaget positivt af anmelderne, og Vinterberg modtog sin anden nominering til Guldbjørnen ved Filmfestivalen i Berlin, mens Dyrholm vandt Sølvbjørnen for bedste kvindelige skuespiller.
I 2018 instruerede Vinterberg den internationale katastrofefilm, Kursk, som er baseret på den virkelige hændelse fra 2000, hvor den russiske atomubåd, Kursk, sank til bunden af Barentshavet under en militærøvelse, hvor en kaotisk og mangelfuld håndtering fra det russiske militær, endte med at koste alle de 118 personer ombord livet. Filmen bestod af et internationalt cast med blandt andet Colin Firth, Matthias Schoenaerts, Léa Seydoux, Max von Sydow og Magnus Millang, og filmens manuskript var skrevet af Robert Rodat, som også havde skrevet manuskriptet til den succesfulde amerikanske krigsfilm Saving Private Ryan fra 1998. Filmen modtog blandede anmeldelser, og blev ikke nogen kommerciel succes.

### 2020-nu:Druk
Vinterberg instruerede i 2020 komedie-dramaet Druk, som han igen skrev i samarbejde med Tobias Lindholm. Filmen skulle have haft sin verdenspremiere ved Cannes Filmfestivalen i maj 2020, men grundet covid-19-pandemien blev premieren rykket til at blive ved den internationale filmfestival i Toronto i september 2020. Filmen, der handler om en gruppe mænd, der begynder at drikke dagligt for at teste en hypotese om at en konstant alkoholpromille i blodet påståeligt vil forbedre deres livskvalitet, og som havde Mads Mikkelsen, Thomas Bo Larsen, Lars Ranthe og Magnus Millang på rollelisten, blev omgående en succes og modtog hurtigt stor international anerkendelse og flotte anmeldelser. Filmen modtog en lang række internationale nomineringer og priser, såsom prisen for bedste udenlandske film ved BAFTA-, European Film Awards- og Césarpris-uddelingen i 2021, mens det kun blev til en nominering i samme kategori ved Golden Globe-uddelingen. Filmen indbragte i april 2021 dog Vinterberg sin første Oscar, da filmen vandt prisen for bedste internationale film ved Oscar-uddelingen, hvor Vinterberg også, som den første dansker nogensinde, blev nomineret i kategorien bedste instruktør. I Danmark blev Druk også den store vinder ved både Bodil- og Robert-prisuddelingerne, da filmen bl.a. vandt prisen for bedste danske film, bedste manuskript og bedste mandlige hovedrolle ved begge uddelinger. Dette blev dermed Vinterbergs tredje Bodil i kategorien "Bedste danske film".
Druk er dedikeret til Vinterbergs datter, Ida Marie Vinterberg, som var en af dem, der opfordrede Vinterberg til at lave filmen, men som omkom i en trafikulykke kort efter optagelserne til filmen var gået i gang. Vinterberg har senere udtalt, at hans datters død var med til at ændre filmen: "...På en eller anden måde har filmen ændret sig til at blive noget større end bare en drengestreg. Jeg vil faktisk driste mig til at sige, at vi ville undersøge noget mere end bare alkohol. Vi ville undersøge det at være i live og det at være i live på det tidspunkt, som de her fire lærere er. Da min datter dør fire dage inde i optagelserne, blev det ikke bare vigtigt, men en forudsætning for at fortsætte, at det her blev en livsinsisterende film og ikke bare en film om at drikke. Den er gået fra at være en hyldest til alkohol til at være en hyldest til livet..." Optagelserne blev efter datterens død indstillet på ubestemt tid, men blev genoptaget efter 14 dage efter Vinterbergs eget ønske.
I 2020 annoncerede TV 2 at Vinterberg i samarbejde med Bo Hr. Hansen var i gang med at udvikle en ny mini-dramaserie; Familier som vores. Serien, der omhandler et nutidigt Danmark, der rammes af så store oversvømmelser at befolkningen må flygte til andre lande, havde havde premiere på TV 2 i efteråret 2024, hvor den modtog blandede anmeldelser.

#### Kommende produktioner
I marts 2024 blev det annonceret at Vinterberg vil filmatisere Astrid Lindgrens klassiske eventyr Brødrene Løvehjerte som en mini-serie. Vinterberg udarbejder manuskript i samarbejde med den britiske dramatiker Simon Stephens. Premieredatoen er ukendt.

## Privatliv
Vinterberg blev gift med teaterchef Maria Walbom Vinterberg den 30. juli 1990, og de fik sammen to børn, Nanna Maria (f. 1997) og Ida Maria (2000-2019). Parret blev skilt i 2007.
Den 3. juli 2010 blev han gift i Svanninge Kirke på Fyn med skuespillerinden Helene Reingaard-Neumann, og de har sammen to børn, Albert (f. 2012) og Lily (f. 2015). Reingaard-Neumann har medvirket i adskillige af Vinterbergs film, såsom i En mand kommer hjem (2007), Submarino (2015), Kollektivet (2016), Kursk (2018) og senest som hustruen til en af de fire mænd i filmen Druk (2020).
Den 5. maj 2019 udtalte en talsmand fra filmselskabet Zentropa i en pressemeddelelse, at Vinterbergs datter, Ida Maria, og Vinterbergs eks-kone, Maria Walbom, havde været involveret i en voldsom trafikulykke i Belgien dagen forinden, hvilket havde kostet datteren, Ida Maria, livet. Deres bil var blevet torpederet af en stor varevogn, hvis fører, grundet uopmærksomhed, ikke havde nået at bremse i tide før sammenstødet. Ida Maria var omkommet på stedet, mens Maria Walbom overlevede ulykken trods svære kvæstelser. Ida Maria blev begravet den 18. maj 2019 fra Marmorkirken i København.

## Filmografi

### Spillefilm
- De største helte (1996)
- Festen (1998) – The Celebration (engelsk)
- It's all about love (2003)
- Dear Wendy (2005)
- En mand kommer hjem (2007)
- Submarino (2010)
- Jagten (2012)
- Far from the Madding Crowd (2015)
- Kollektivet (2016)
- Kursk (2018)
- Druk (2020)

### Kortfilm
- Sneblind (1990)
- Brudevalsen (1991)
- Slaget på tasken (1993)
- Sidste omgang (1993, afgangsfilm fra Filmskolen)
- Drengen der gik baglæns (1994)
- D-dag (2000)

### Musikvideoer
- Blur: "No Distance Left to Run" (1999)
- Blur: "Don't Bomb When You're the Bomb" (2002)
- Metallica: "The Day That Never Comes" (2008)

### Tv-serier
- Familier som vores (2024)

## Udvalgte priser og nomineringer
| År   | Film        | Pris                                                  | Resultat  |
| ---- | ----------- | ----------------------------------------------------- | --------- |
| 2021 | Druk        | Oscar for bedste instruktør                           | Nomineret |
| 2021 | Druk        | Oscar for bedste fremmedsprogede film                 | Vundet    |
| 2021 | Druk        | Golden Globe for bedste internationale film           | Nomineret |
| 2021 | Druk        | BAFTA Award for Best Film Not in the English Language | Vundet    |
| 2021 | Druk        | Bodilprisen for bedste danske film                    | Vundet    |
| 2021 | Druk        | Bodilprisen for bedste manuskript                     | Vundet    |
| 2021 | Druk        | César Awards for Best Foreign Film                    | Vundet    |
| 2021 | Druk        | Robert for årets danske spillefilm                    | Vundet    |
| 2021 | Druk        | Robert for årets instruktør                           | Vundet    |
| 2021 | Druk        | Robert for årets originale manuskript                 | Vundet    |
| 2017 | Kollektivet | Robert for årets instruktør                           | Vundet    |
| 2017 | Kollektivet | Robert for årets danske spillefilm                    | Nomineret |
| 2017 | Kollektivet | Guldbjørnen ved Filmfestivalen i Berlin               | Nomineret |
| 2014 | Jagten      | Oscar for bedste fremmedsprogede film                 | Nomineret |
| 2014 | Jagten      | Golden Globe for bedste internationale film           | Nomineret |
| 2014 | Jagten      | BAFTA Award for Best Film Not in the English Language | Nomineret |
| 2014 | Jagten      | Bodilprisen for bedste danske film                    | Vundet    |
| 2014 | Jagten      | Den Gyldne Palme ved Cannes Filmfestival              | Nomineret |
| 2014 | Jagten      | Økumeniske pris ved Cannes Filmfestival               | Vundet    |
| 2014 | Jagten      | Robert for årets instruktør                           | Vundet    |
| 2014 | Jagten      | Robert for årets danske spillefilm                    | Vundet    |
| 2011 | Submarino   | Robert for årets instruktør                           | Nomineret |
| 2011 | Submarino   | Robert for årets danske spillefilm                    | Nomineret |
| 2011 | Submarino   | Guldbjørnen ved Filmfestivalen i Berlin               | Nomineret |
| 1999 | Festen      | Golden Globe for bedste internationale film           | Nomineret |
| 1999 | Festen      | BAFTA Award for Best Film Not in the English Language | Nomineret |
| 1999 | Festen      | Bodilprisen for bedste danske film                    | Vundet    |
| 1999 | Festen      | César Awards for Best Foreign Film                    | Nomineret |
| 1999 | Festen      | Juryens Pris ved Cannes Filmfestival                  | Vundet    |
| 1999 | Festen      | Den Gyldne Palme ved Cannes Filmfestival              | Nomineret |
| 1999 | Festen      | Robert for årets danske spillefilm                    | Vundet    |
| 1999 | Festen      | Robert for årets originale manuskript                 | Vundet    |

### Øvrige
Den 29. april 2016 blev Vinterberg udnævnt til Chevalier (ridder) af den franske kunst- og litteraturorden, Ordre des Arts et des Lettres for sin flotte karriere som filminstruktør. Sammen med skuespiller Mads Mikkelsen fik Vinterberg overrakt ordenen på Thotts Palæ i København af den franske ambassadør François Zimeray.